# 金莉·克萨达
金莉·	米列列·坎波马内斯·克萨达-克查（英語：Quinley Mirielle Campomanes Quezada-Keča；1997年4月7日—），菲律宾和美国女子职业足球运动员，司职前锋，目前效力于马尼拉挖掘者足球俱乐部和菲律宾国家女子足球队。她曾代表菲律宾参加2022年亚足联女子亚洲杯和2023年国际足联女子世界杯等多场国际赛事。